# Lista över åtalspunkter i rättegången mot The Pirate Bay
Denna artikel är en lista över åtalspunkter och berörd media i åtalet mot The Pirate Bay. Den 31 januari 2008 åtalades Carl Lundström och tre andra företrädare för The Pirate Bay. Kammaråklagare Håkan Roswall vid åklagarmyndigheten i Stockholm lämnade in  stämningsansökan i detta fall. Utredningen tog 20 månader.
Stämningsansökan är baserad på två åtalspunkter: 
- Medhjälp till brott mot upphovsrättslagen och
- Förberedelse till brott mot upphovsrättslagen

## Målsägande[4]
De som står bakom åtalspunkterna är:
- IFPI som företrädare för
  - Sony BMG Music Entertainment Sweden AB
  - Universal Music AB
  - Playground Music Scandinavia AB
  - Bonnier Amigo Music Group AB
  - EMI Music Sweden AB
  - Warner Music Sweden AB
- Antipiratbyrån som företrädare för 
  - Yellow Bird Films AB
  - Nordisk Film
  - Henrik Danstrup
- MAQS Law Firm Advokatbyrå KB som företrädare för
  - Warner Bros. Entertainment Inc
  - MGM Pictures Inc
  - Columbia Pictures Industries Inc
  - 20th Century Fox Films Co
  - Mars Media Beteiligungs GmbH & Co Filmproduktions
  - Blizzard Entertainment Inc
  - Sierra Entertainment Inc
  - Activision Publishing Inc

## Musik som ursprungligen ingick i åtalet[5]
- Advance Patrol – Aposteln
- Amy Diamond – This Is Me Now
- Backyard Babies – Stockholm Syndrome
- Beatles – Let It Be
- Cardigans – Dont Blame Your Daughter
- Coldplay – X&Y
- Cornelis Vreeswijk – Till sist
- David Bowie – Reality
- Emilia de Poret – A Lifetime in a Moment
- Håkan Hellström – Nåt gammalt, nått nytt, nåt lånat, nåt blått
- James Blunt – Back to Bedlam
- Joakim Thåström – Skebokvarnsv. 209
- Lena Philipsson – Han jobbar i affär (singel)
- Kent – The Hjärta & Smärta EP
- Max Peezay – Discokommiten (IFPI tog med skivan utan Max kännedom och mot hans vilja)[6]
- Per Gessle – Son of a Plumber
- Petter – Mitt sjätte sinne
- Petter – Ronin
- Petter – Bananrepubliken
- Petter – Petter
- The Rasmus – Hide from the Sun
- Robbie Williams – Intensive Care
- Snook – Snook, svett & tårar
- Sophie Zelmani – A Decade of Dreams 1995–2005

## Film som ingår i åtalet[7]
- Wallander – Den svaga punkten
- Wallander – Afrikanen
- Wallander – Mastermind
- Pusher 3
- Harry Potter & The Goblet of Fire
- The Pink Panther
- Walk the Line

## TV-serier som ingår i åtalet[8]
- Prison Break, säsong 1

## Datorspelsom ingår i åtalet[9]
- Call of Duty 2
- Diablo 2
- F.E.A.R.
- World of Warcraft